# Cultura almerienca
La cultura almerienca es va formar a la costa mediterrània de la península Ibèrica per influències orientals cap al 3000 aC
Després d'una primera emigració oriental abans del 4000 aC que va donar lloc a la cultura de les coves, una segona onada, d'origen possiblement sirià, va originar la cultura Almerienca.
La seva arribada no fou en gran nombre però es va perllongar durant segles i així van influir decisivament a la cultura i la llengua i van introduir un nou element ètnic barrejat amb la població local. Els emigrants no sempre s'establien per sempre a la zona mediterrània sinó que sovint tornaven als seus llocs d'origen i més tard tornaven a venir i a marxar. La fusió va produir-se pel gran espai de temps en què aquests contactes es van mantenir, i pel nombre que en tot aquest temps es va establir a la zona de mica en mica i els matrimonis mixtos en el mateix període. També l'estabilitat social (no hi va haver ni guerres ni conflictes greus en tot el període) va contribuir al seu arrelament i desenvolupament.
Els emigrants aportaren ídols-plaques de tipus Egeu, o tombes col·lectives derivades de les tholoi característiques del Neolític xipriota (cap al 3.700 a 2300 aC.). Les colònies constituïdes eren autèntics nuclis d'irradiació cultural cap a l'interior, i van donar origen a les cultures megalítiques.